# Lut Tomsin
Lut Tomsin, née à Tongres le 13 juillet 1941 , est une actrice belge néerlandophone.

## Biographie
Lut Tomsin commence sa carrière au théâtre à Anvers au Nederlands Kamertheater, continue au Groot Limburgs toneel, actif aux Pays-Bas et en Flandre, et joue encore avec plusieurs autres troupes théâtrales flamandes. 
Elle joue dans plusieurs films et séries télévisées dont F.C. De Kampioenen et  Windkracht 10. De 1999 à 2008 Lut Tomsin tient le rôle de Julia Colin dans la série flamande Wittekerke (nl). En 2006, l'actrice est affectée du cancer et son rôle dans Wittekerke est repris temporairement par Mia Van Roy.
De 2008 à 2011, elle joue dans le drame télévisé policier Zone Stad (nl).

## Filmographie partielle

### Cinéma
- 1973 : 6, rue du Calvaire (Kruiswegstraat 6) de Jean Daskalidès : Amélie Verbrugge
- 2009 : Meisjes : Lutgard

### Télévision
- 1965 : En toen kwam Dokter Frost (TV)
- 1967 : Sassafras (TV) : Mirjam
- 1967 : Geen tram meer naar het Zuidstation (TV) : Barmeisje
- 1970 : Wat u maar wilt (TV) : Olivia
- 1972 : Driekoningenavond (TV)
- 1974 : Mathieu Legros, de held van Austerlitz (TV) : la duchesse
- 1981 : De konsul (TV) : Anny
- 1981 : Dodo, Merel, Pit en Flo (TV) : Merel
- 1992 : Het contract (TV) : Jeannine
- 1993 : Het park (série télévisée) : Liesbeth
- 1995 : Oog in oog (série télévisée)
- 1997 : Windkracht 10 (série télévisée) : Madame Cassiman
- 1999 : Heterdaad (série télévisée) : Magda De Coene
- 2004 : F.C. De Kampioenen (série télévisée) : la mère de Doortje
- 1997 : Wittekerke (série télévisée) : Julia Collin
- 2008 : LouisLouise (série télévisée) : la petite vieille
- 2011 : Code 37 (série télévisée) : Magda Reyniers
- 2008 : Zone stad (série télévisée) : Jeanine Schellekens
- 2008 : Aspe (série télévisée) : Alice De Corte
- 2013 : Danni Lowinski (série télévisée) : Madame De Winne
- 2013 : De Ridder (série télévisée) : Irina Bachajev